# Erica trichoclada
Erica trichoclada är en ljungväxtart som beskrevs av Guthrie och Bolus. Erica trichoclada ingår i släktet klockljungssläktet, och familjen ljungväxter. Inga underarter finns listade i Catalogue of Life.